# Propstei Sankt Gerold

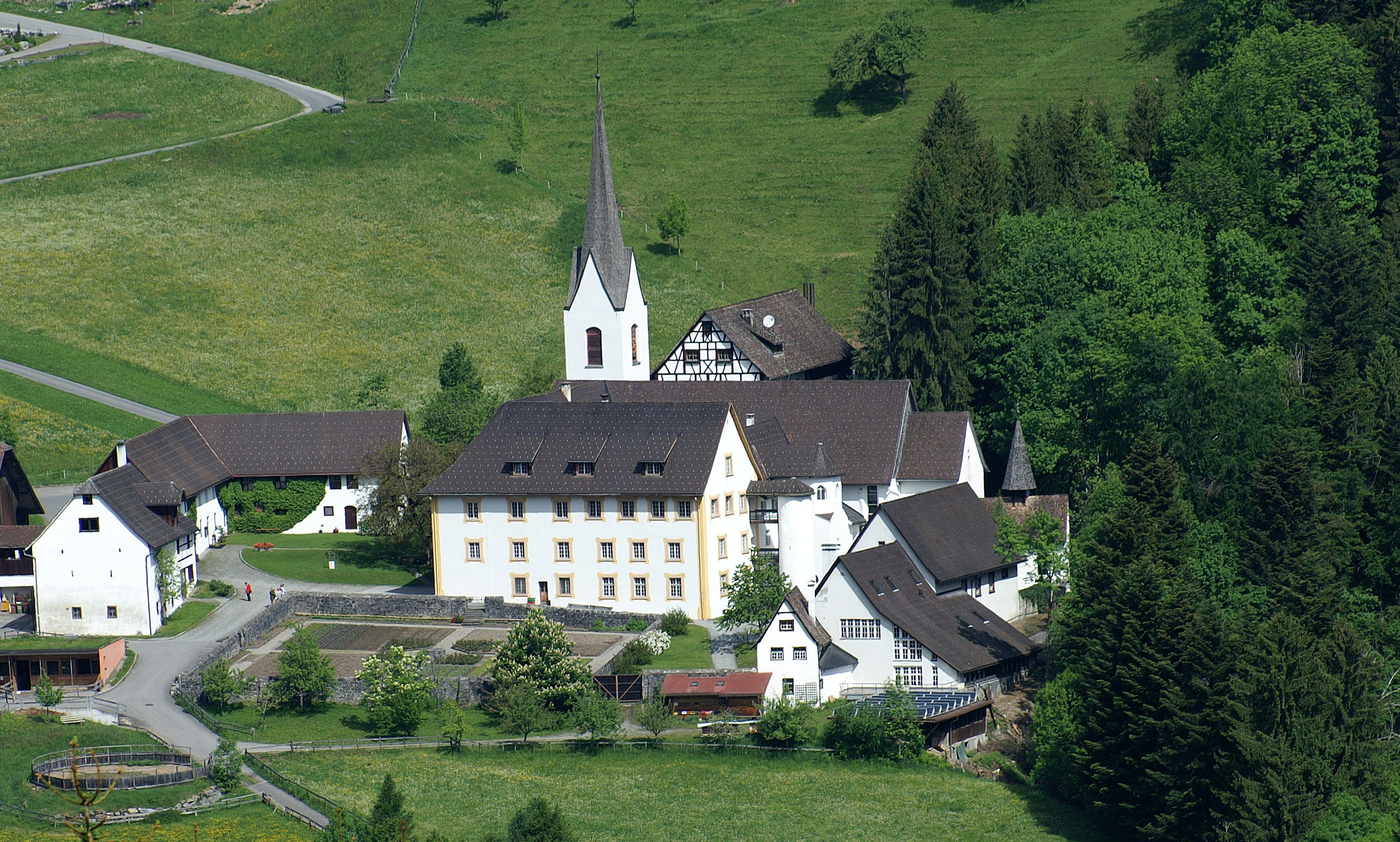
Benediktinerpropstei St. Gerold

Die Benediktinerpropstei Sankt Gerold wurde 960 gegründet und liegt in St. Gerold, im Großen Walsertal in Vorarlberg. Bis 1958 diente sie als Kloster, seither ist sie kirchliche Begegnungs- und Bildungsstätte.

## Geschichte
Die Propstei war geistlicher Besitz des Klosters Einsiedeln und musste nach mittelalterlichem Recht einen weltlichen Schirmvogt (Patron) haben. Die Vogtei lag zunächst in den Händen der Grafen von Montfort, ehe sie an die Thumben von Neuburg kam.

## Bauten
Die Abt-Adam-Heer-Kapelle, über das Kloster betretbar, ist mit der Propsteipfarrkirche baulich verbunden. Der Friedhof nordöstlich der Kirche zeigt keine Gräber, weil die Namen der beerdigten Toten nur auf der Kirchenmauer oder an der Friedhofsmauer schlicht ausgewiesen sind. Östlich in der Nähe des Chores steht eine gotische Gnadenkapelle oder Antoninkapelle mit eigenem Glockenstuhl. Diese ursprünglich romanische Kirche wurde 1313 geweiht und war bis 1662 die Pfarrkirche des Großen Walsertales. Daneben talwärts steht das Wibrhus oder Frauenhaus, welches als Kulturraum genutzt wird. Südlich mittig talwärts vor dem Klostertrakt befindet sich ein mit einer Mauer umschlossener Klostergarten. Im Westen befinden sich Wirtschaftsgebäude, wie ein Restaurant und ein Kaffeehaus, und dahinter steht ein großer Bauernhof mit einem Kuh- und einem Reitstall.

### Propsteipfarrkirche
Die Propsteipfarrkirche St. Gerold ist eine Langhauskirche mit Satteldach und einem Nordturm mit Giebelspitzhelm. Sie befindet sich nördlich des Klostertraktes. Ihr Saalraum mit flacher Holzfelderdecke wurde unter Architekt Arnold Stöckli umgestaltet. Die Bildhauerarbeiten wurden von Hugo Imfeld geschaffen. Die gesamte Altarwand ist ein Fresko Menschwerdung Christi von Ferdinand Gehr aus dem Jahre 1966. Unter dem Chor wurde bei Ausgrabungen in den Jahren 1965 bis 1966 ein Kastengrab des hl. Gerold von Großwalsertal († 978) im ursprünglichen Chorraum gefunden, welches über einen eigenen Eingang eingesehen werden kann. Dort befinden sich zehn Gemälde des Bruders Fridolin Dumeisen zur Geroldslegende aus dem Jahre 1663. Auch das gesamte Innere der Adamskapelle ist ein bemaltes künstlerisches Werk von Ferdinand Gehr.
In der Propsteipfarrkirche befinden sich insgesamt drei Orgeln, die alle aus der Hand des Bludescher Orgelbauers Christoph Enzenhofer stammen. Die Haupt- oder Muttergottes-Orgel (1990) verfügt über 38 Register auf 3 Manualen und Pedal, daneben existieren noch ein Chorpositiv (1988) mit 5 Registern sowie eine Truhenorgel (4 Register) aus dem Jahr 2000. Da alle drei Instrumente gleich gestimmt sind, ist auch ein gemeinsames Musizieren auf allen Orgeln möglich. Dieser Tatsache trägt eine Komposition von Augustinus Franz Kropfreiter, die hier im Jahr 2000 uraufgeführt wurde, Rechnung.

## Aktivitäten
Die Propstei entwickelte sich seit den 1970er Jahren zu einem unkonventionellen Ort für Konzertveranstaltungen. In der Propsteikirche St. Gerold sind etliche Aufnahmen für ECM Records entstanden, u. a. mit dem Hilliard Ensemble das Album Officium (gemeinsam mit Jan Garbarek) und Arvo Pärts Da Pace Dominem, mit Dino Saluzzi, dem Rosamunde Quartett oder Anouar Brahem. Ein musikalisches Denkmal haben Paul Bley, Evan Parker und Barre Phillips St. Gerold mit dem gleichnamigen Jazz-Album gesetzt.

## Liste der Propste
- 1443: Gerold von Sax-Hohensax (1400–1480)
- 1958–2009: Nathanael Wirth[2]
- 2009–2020: Kolumban Reichlin[3][4]
- Seit 2020: Martin Werlen[5]

## Benediktiner mit Bezug zur Propstei
- Abt Beat Küttel (1733–1808) floh 1798 von Einsiedeln nach St. Gerold.
- Konrad Tanner (1752–1825): folgte Beat Küttel 1798 ins Exil in St. Gerold
- Christoph Müller (* 1947): Siehe 70x ein wort zuvor. Mit Editorials von Pater Christoph Müller durchs Jahr. Pfarrverband Blons-St. Gerold-Thüringerberg, 2017.